# Mar do Caribe
Imagem tipica 
do mar do Caribe.
O mar do Caribe (português brasileiro e português europeu[carece de fontes?]) ou mar das Caraíbas (apenas em português europeu) é um mar semiaberto tropical do oceano Atlântico, com uma área de cerca de 2 754 000 km², situado a leste da América Central, a norte da América do Sul e a sul da América do Norte, cobrindo a superfície da Placa das Caraíbas. É também designado mar das Antilhas por se situar a sudoeste do arco das Antilhas. É limitado a norte pelas Grandes Antilhas e a leste pelas Pequenas Antilhas.
O ponto mais profundo do mar é a fossa das ilhas Caimão, a 7 686 m abaixo do nível do mar. O mar das Caraíbas comunica com o oceano Pacífico através do canal do Panamá.

## História do Mar do Caribe
Os primeiros habitantes das Antilhas foram os taínos, tribo sedentária com crenças religiosas de carácter politeísta e que se destacavam por ser bons agricultores, pescadores e oleiros; a sua língua deriva da dos aruaques, família da qual procederam, migrando desde a América do Sul há aproximadamente três mil anos. No momento do descobrimento, os caraíbas, que se destacavam pelas suas habilidades como navegadores e guerreiros, ocupavam predominantemente a região, provenientes das margens do rio Orinoco, e encontravam-se em plena conquista dos territórios taínos.
O mar das Caraíbas era um corpo de água desconhecido para a Europa e Ásia até 1500 d.C. quando Cristovão Colombo o navegou pela primeira vez ao tentar encontrar uma rota marítima para a Índia.
Depois do descobrimento das suas ilhas, a área foi rapidamente colonizada pela civilização ocidental, convertendo-se num local comum para as rotas comerciais europeias e eventualmente atraente para a pirataria. Os Reis Católicos permitiram em 1495 a todos os seus súbditos tripular embarcações com rumo às recém-descobertas Índias, o que fez com que muitos barcos se lançassem ao Atlântico sem a devida preparação, sendo presas fáceis para os piratas. Durante aquela época, aconteciam nas costas das Caraíbas algumas feiras comerciais famosas, como a de Portobelo, que durava 40 dias; nesta povoação, produziam-se constantes ataques de piratas, razão pela qual os espanhóis construíram perto dela o Forte de São Lourenço nos finais do século XVI. Deu-se este mesmo problema noutros portos das Caraíbas como Cartagena das Índias e Havana, onde se construíram postos defensivos militares, trabalho para o qual foram transportados numerosos grupos de escravos africanos para a região.
Pouco depois do seu descobrimento e ocupação por parte de Espanha, o mar chamou a atenção das coroas inglesa e francesa, que enviaram marinheiros experientes à conquista de territórios e tomaram as ilhas de Martinica e Guadalupe para a França e Antiga, Monserrate, Barbados e Jamaica para a Inglaterra, sendo estas as possessões mais importantes perdidas pelo Império Espanhol nas Caraíbas. Em 1625 estabeleceu-se na ilha Tortuga uma base onde corsários e bucaneiros de ambas nacionalidades se associaram para atacar embarcações provenientes das colónias espanholas e partiam dali expedições para assediar as cidades costeiras até finais do século XVII. Outra famosa base de piratas estabeleceu-se no porto jamaicano de Port Royal em 1656, até à sua destruição parcial por um sismo ocorrido no dia 7 de Junho de 1692. Na região foram muito reconhecidos e temidos alguns nomes de piratas como Henry Morgan, François L’Olonnais e Barba Negra, entre outros.
A partir do século XIX começa a independência dos países colonizados, ainda que atualmente algumas possessões francesas, inglesas e neerlandesas continuem sob a administração europeia. Encontram-se nas águas das Caraíbas 22 territórios insulares e 12 países, sendo Cuba o último país a tornar-se independente de Espanha, em 1898.
Em 1903, com a intervenção dos Estados Unidos, o Panamá separou-se da Colômbia e construiu-se o Canal do Panamá, que liga o mar das Caraíbas ao oceano Pacífico. Foi inaugurado no dia 15 de agosto de 1914, mas foi administrado pelos Estados Unidos até 31 de dezembro de 1999.
A 12 de dezembro de 2001, os chefes de estado e de governo dos países membros da Associação de Estados das Caraíbas, reunidos na Ilha de Margarita (Venezuela), adoptaram a Declaração de Margarita, "reconhecendo o mar das Caraíbas como património comum da região, e um bem valioso ao qual damos prioridade para a sua conservação", com o objectivo da "consolidação de uma identidade caribenha própria". Comprometeram-se "a estabelecer a região das Grandes Caraíbas como uma Zona de Cooperação", que "consistirá inicialmente de acções conjuntas nas áreas de prioridade da AEC, ou seja, Comércio, Turismo Sustentável, Transporte e Desastres Naturais".

### Etimologia
O nome "Caraíbas" deriva dos "caraíbas" (ou "caribes"), nome utilizado para descrever a etnia ameríndia predominante na região na época do primeiro contacto com os europeus nos finais do século XV. O navegador italiano Américo Vespúcio afirmava que o termo Charaibi entre os indígenas significava "homens sábios" e é possível que este fosse utilizado para descrever os europeus à sua chegada à América. Depois do descobrimento das Índias Ocidentais por Cristóvão Colombo, o termo espanhol Antilhas era comum para este lugar; derivado dele, o "mar das Antilhas" tem sido um nome comum para o mar das Caraíbas em vários idiomas europeus.

## Geografia

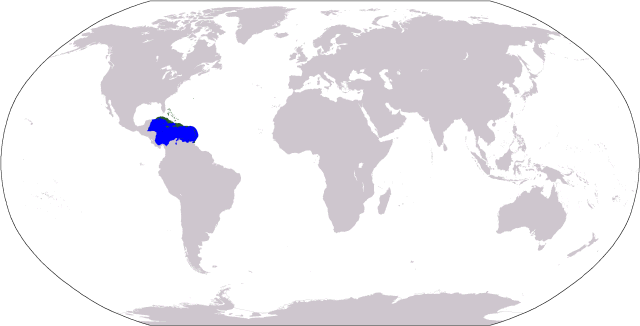
Mapa mundial mostrando as Caraíbas:
Azul = Mar das Caraíbas
Verde = Antilhas.

O mar é limitado a norte pelas Grandes Antilhas – Cuba, Haiti, República Dominicana e Porto Rico – situadas a sul do Trópico de Caranguejo, a leste pelas Pequenas Antilhas (meridiano 60°W), a sul pela Venezuela, Colômbia e Panamá (paralelo 9°N) e a oeste pelo México, Belize e Guatemala (meridiano 88°W) e Honduras, Nicarágua e Costa Rica (meridiano 84°W).
O oceano Atlântico entra nas Caraíbas através da Passagem de Anegada entre as Pequenas Antilhas e as Ilhas Virgens, e da Passagem dos Ventos, localizada entre Cuba e Haiti, a qual é uma importante rota entre os Estados Unidos e o canal do Panamá. O canal do Iucatão liga o mar das Caraíbas ao golfo do México entre a península do Iucatão, no México e a ilha de Cuba.
O mar das Caraíbas possui uma área de cerca de 2 754 000 km². O ponto mais profundo do mar é a fossa das ilhas Caimão, entre Cuba e Jamaica, a 7 686 m abaixo do nível do mar. A linha costeira das Caraíbas tem muitos golfos e baías, incluindo o golfo da Venezuela, o golfo de Morrosquillo, o golfo de Darién, o golfo dos Mosquitos e o golfo das Honduras.

## Geologia

Placas tectónicas, destacando-se a Placa das Caraíbas ao centro.

O mar das Caraíbas é um mar com características mediterrânicas situado ao largo da Placa das Caraíbas. Estima-se que tenha uma idade entre 160 a 180 milhões de anos e que se tenha formado através de uma fratura horizontal que dividiu o supercontinente Pangeia, a qual ocorreu durante o Mesozoico. A superfície do mar das Caraíbas divide-se em cinco bacias oceânicas separadas por algumas cadeias montanhosas submarinas. A pressão exercida pela Placa Sul-Americana no oriente das Caraíbas faz com que a região das Pequenas Antilhas tenha uma alta atividade vulcânica, destacando-se eventos como a erupção vulcânica do Monte Pelée em 1902, que provocou a maior quantidade de mortos em razão de desastres naturais desse tipo, no século XX.
O solo submarino do mar das Caraíbas tem duas fossas oceânicas: a fossa Caimã e a fossa de Porto Rico, as quais colocam a área num alto risco sísmico. Os maremotos (sismos submarinos) ameaçam a geração de tsunamis que poderiam ter efeitos devastadores nas ilhas. Os dados históricos científicos revelam que durante os últimos quinhentos anos ocorreram na área doze sismos com uma magnitude superior a 7,5 na escala de Richter.

## Oceanografia

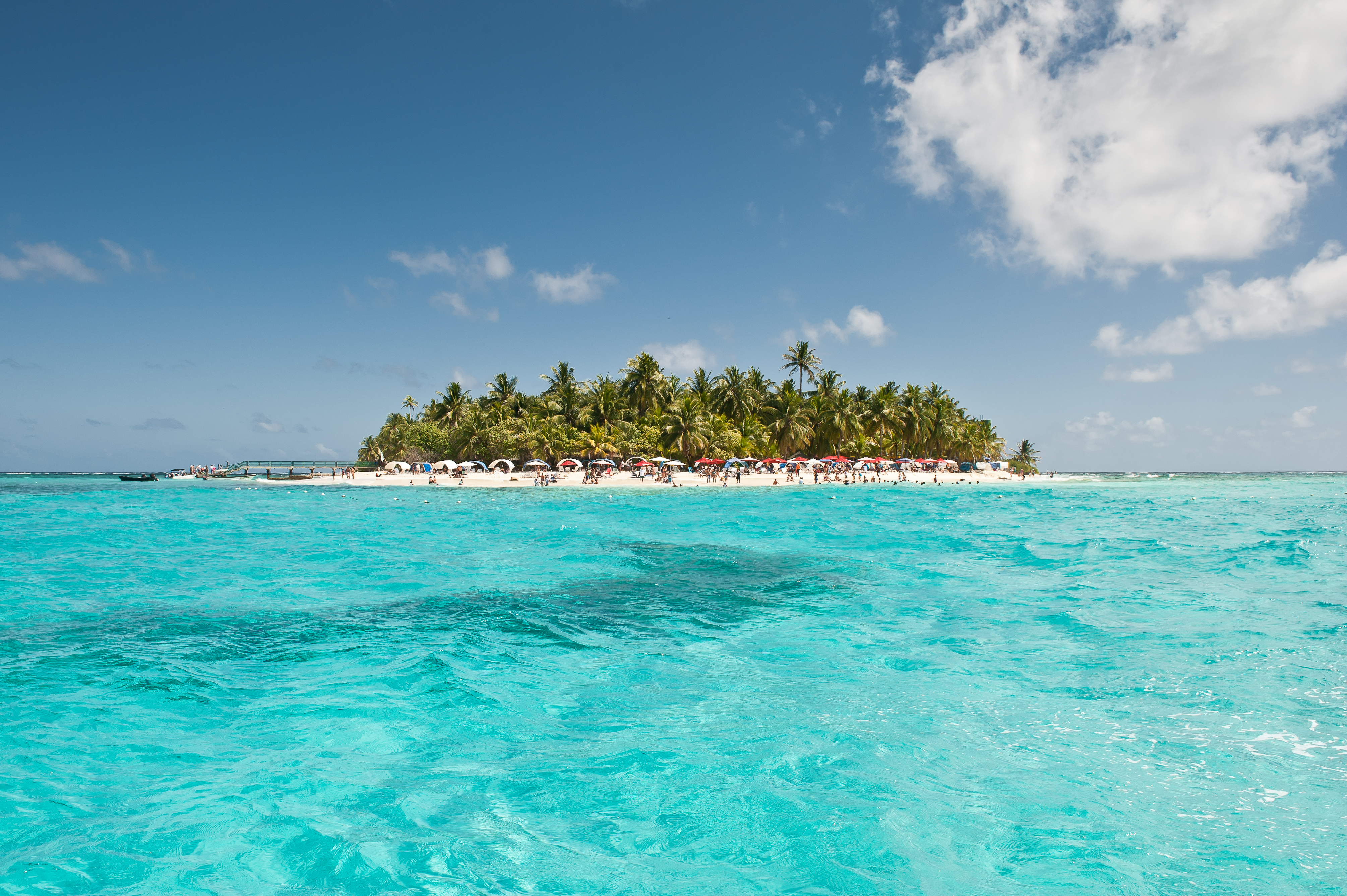
Um popular retrato do mar das Caraíbas: a ilha de Santo André, Colômbia.

Em média, a salinidade do mar das Caraíbas é de 35 a 36 partes por mil e a temperatura superficial é de 27 a 28 °C, apesar de no fundo do mar a água alcançar uma temperatura de 4 °C.
As correntes das Caraíbas transportam quantidades consideráveis de água desde o oceano Atlântico através dos passos orientais nas Pequenas Antilhas até ao noroeste, para sair no golfo do México através do Canal do Iucatão. Em média, entre uns 15 a 20% da água de superfície que entra nas Caraíbas provém das águas doces dos estuários dos rios Orinoco e Amazonas, conduzidas a noroeste pela Corrente Caribenha. Por outro lado, a água descarregada pelo Orinoco durante os meses de chuva gera grandes concentrações de clorofila na zona oriental do mar.
Na área compreendida entre o norte da Colômbia e a Nicarágua existe durante quase todo o ano uma corrente circular (giro oceânico) – o Giro Panamá-Colômbia - que gira no sentido contrário dos ponteiros do relógio. Esta corrente é gerada pelas fortes precipitações na região, as quais também podem reduzir a temperatura e aumentar a salinidade e a densidade da água, transportando alguns nutrientes para a água como azoto, fósforo e outros utilizados pelas plantas.

## Hidrografia

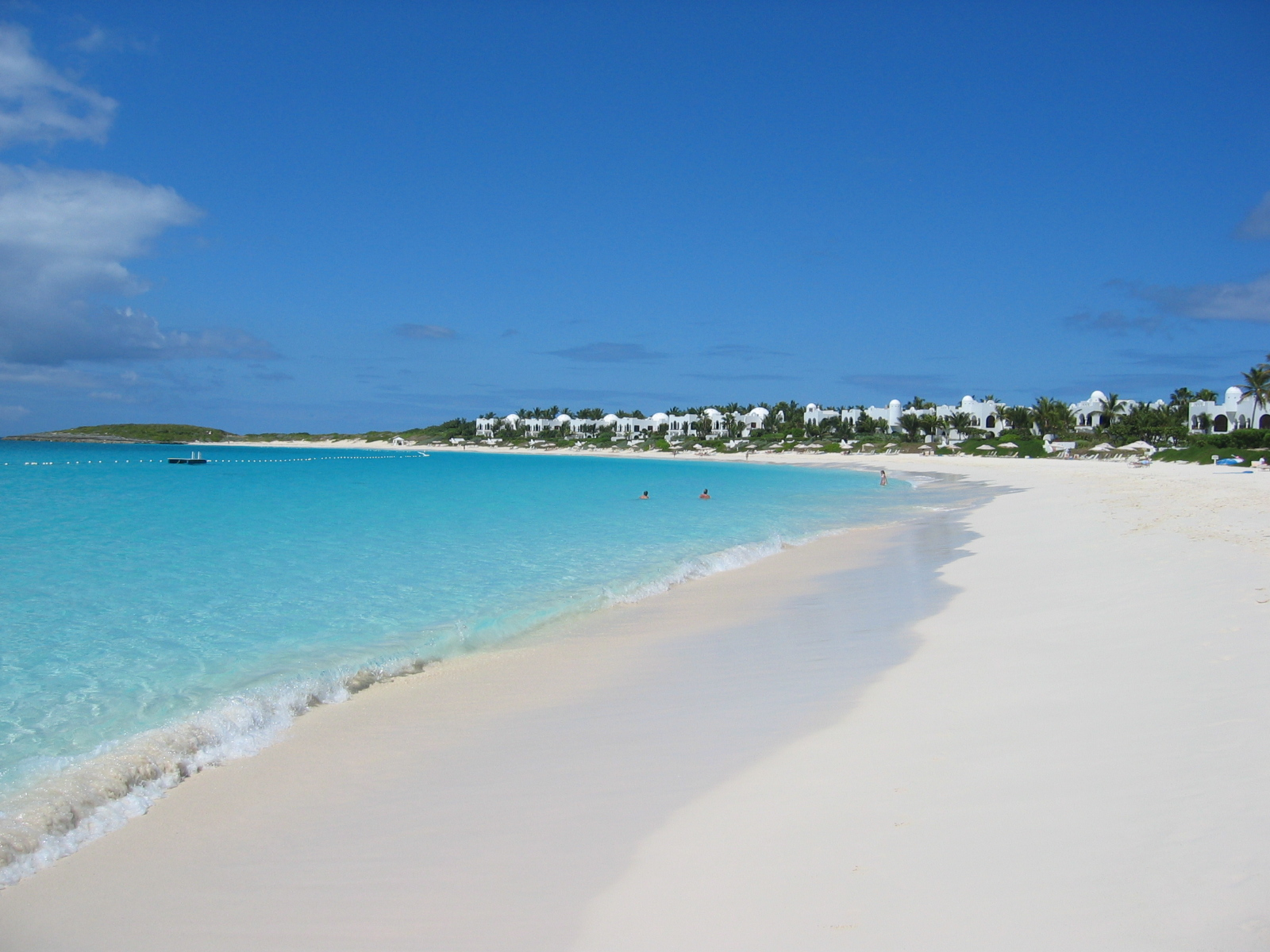
Anguila banhada pelo mar do Caribe.

O maior rio que desemboca na bacia hidrográfica do mar das Caraíbas é o Magdalena, que atravessa a Colômbia desde o Maciço Colombiano por cerca de 1 540 km. Por sua vez, o Magdalena recebe o caudal de outros rios como o Cauca e o Cesar.
Outros rios que desembocam nas Caraíbas são: Unare, Tocuyo, Catatumbo e Chama na Venezuela; Ranchería, Sinú e Atrato, na Colômbia; San San, Chagres (Canal do Panamá) e Changuinola, no Panamá; Grande, Prinzapolca e Huahua na Nicarágua; San Juan na fronteira entre a Nicarágua e a Costa Rica, que liga o Lago Cocibolca às Caraíbas; Segovia, na fronteira entre as Honduras e a Nicarágua; Patuca, Sico, Aguán e Ulua nas Honduras; Motagua na Guatemala; rio Belize no Belize; o rio Hondo no México; Cauto em Cuba; Yaque del Sur, Ozama e Macoris na República Dominicana; Negro na Jamaica e Grande de Patillas em Porto Rico. Os estuários que se formam na foz dos rios criam ecossistemas e condições de vida especiais. As condições ecológicas básicas neste meio são: uma salinidade que flutua ao longo do ano, transporte de águas doces, carregadas com matéria orgânica e nutrientes, os quais contribuem para a produtividade biológica e também carregadas com sedimentos que turvam o meio, e influência permanente de águas marinhas costeiras que nas Caraíbas são mais claras e menos férteis que as de qualquer estuário.
Também se destaca o Lago de Maracaibo, que se liga às Caraíbas através do golfo da Venezuela, e que, com uma superfície de 13 210 km², é o maior lago da América do Sul e um dos mais antigos da Terra.

## Clima

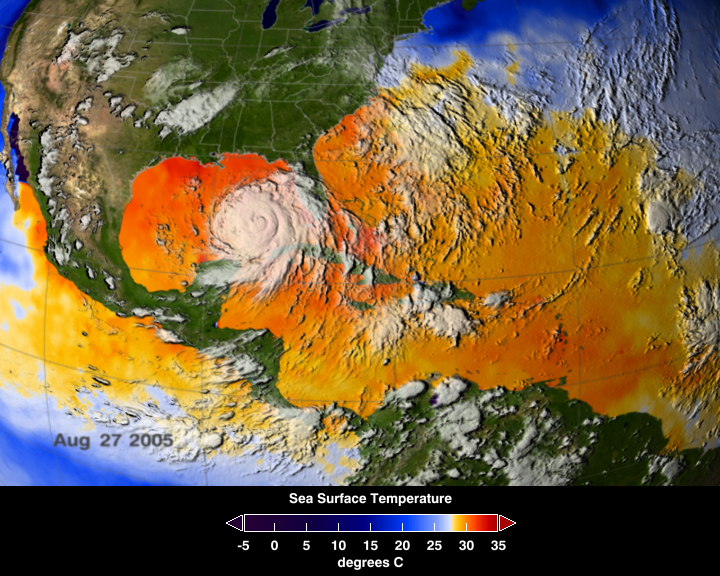
Temperatura média das águas de superfície no mar das Caraíbas (25 de agosto–27 de agosto de 2005, aquando da passagem do furacão Katrina).

O clima das Caraíbas é influenciado pelas correntes oceânicas do Golfo e de Humboldt. A localização tropical do mar ajuda a que a água se mantenha a uma temperatura alta moderada, num intervalo entre 21 e 32,2 °C durante o ano.
As Caraíbas são lugar de presença de alguns furacões do hemisfério ocidental. A temporada de furacões das Caraíbas situa-se entre os meses de junho e dezembro, e com maior força entre agosto e setembro. Em média anualmente produzem-se cerca de nove tempestades tropicais e cinco alcançam a intensidade de furacão. De acordo com o Centro Nacional de Furacões dos Estados Unidos, ocorreram nas Caraíbas 385 furacões entre 1494 e 1900. As correntes de ar que se desenvolvem na costa oeste de África atravessam o oceano Atlântico, e algumas destas convertem-se em tempestades tropicais e podem inclusivamente converter-se em furacões do Atlântico, especialmente em áreas de baixa pressão do leste das Caraíbas.
Dentro dos recordes históricos dos furacões mais devastadores registam-se o furacão São Calisto II entre 10 e 16 de Outubro de 1780 o qual passou pelas Pequenas Antilhas, Porto Rico, República Dominicana e possivelmente La Florida, deixando um saldo de entre 22 000 e 24 000 mortos, e o furacão Mitch que se originou nas Caraíbas colombianas e percorreu a América Central até à península do Iucatão e La Florida entre 22 de Outubro e 5 de Novembro de 1998, causando entre 11 000 e 18 000 mortos.
Os furacões são um problema anual para as ilhas das Caraíbas devido à sua natureza destrutiva. Os recifes de coral também se encontram em perigo de destruição pelos furacões, já que são neles depositadas grandes quantidades de areia, argila, sedimentos e rochas.

## Flora e fauna

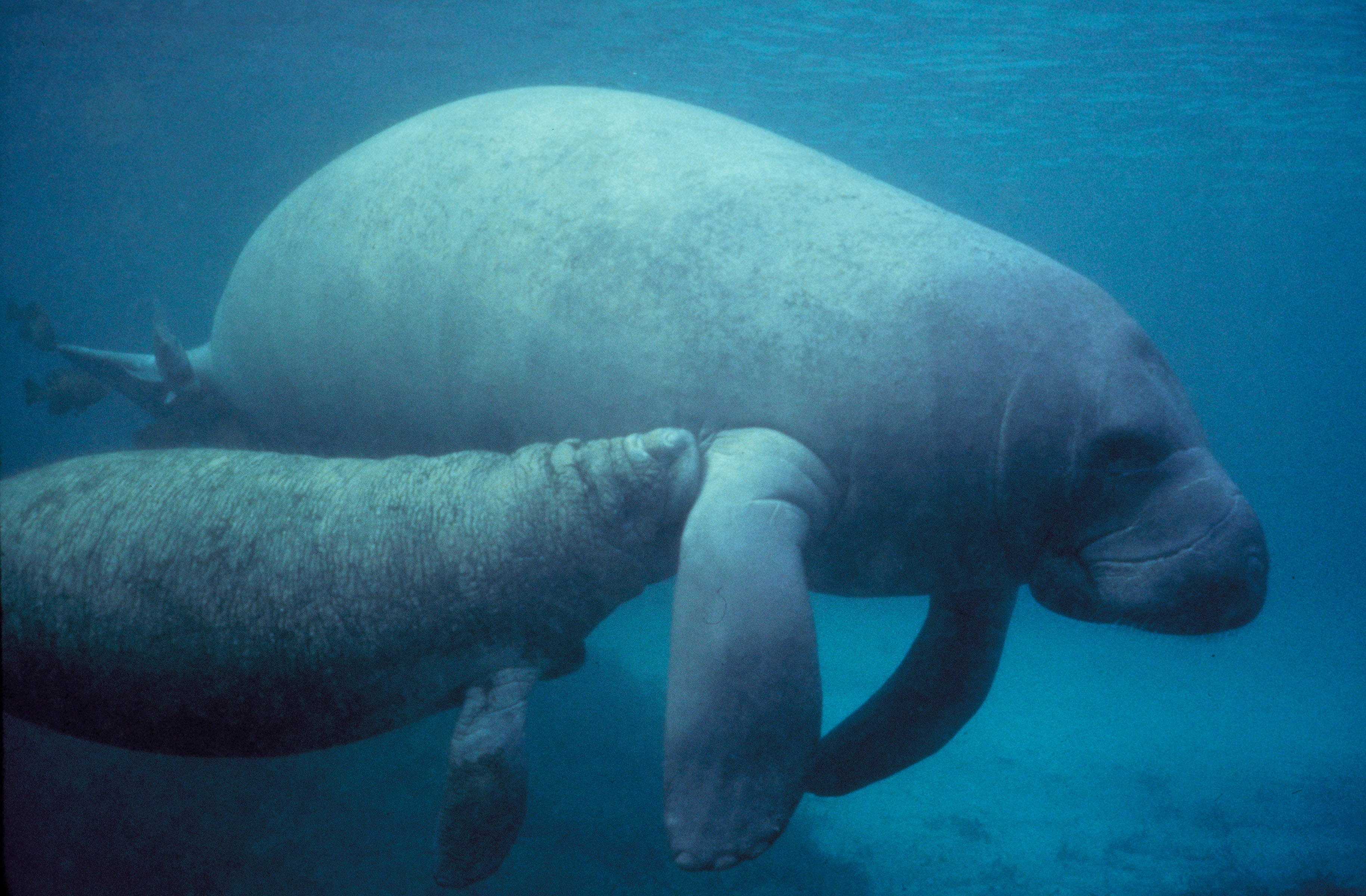
Vaca-marinha com a sua cria.

A flora do mar das Caraíbas apresenta uma grande biodiversidade. Estima-se que as Caraíbas tenham 13 000 espécies de plantas e que mais de 6 500 destas sejam endémicas.
A fauna das Caraíbas é característica do clima subtropical, principalmente influenciada pelas correntes marinhas quentes, sendo 42% das suas espécies endémicas. Existem cerca de 450 espécies de peixes entre as quais se pode mencionar a barracuda, a garoupa, a moreia e diversas famílias de caraciformes.
Existem 500 espécies de répteis nas Caraíbas, das quais 94% são endémicas como a iguana-verde e a iguana-azul, endémica da ilha Grande Caimão (ambas em perigo de extinção), a iguana de Mona, endémica da Ilha de Mona (Porto Rico), a iguana-rinoceronte própria da República Dominicana, e o crocodilo-americano espalhado pelas ilhas das Caraíbas, América Central e norte da América do Sul (em perigo de extinção), assim como diversas espécies de tartarugas marinhas como a tartaruga-de-pente.
Existem 170 espécies de anfíbios endémicos nas Caraíbas e de acordo com a informação da avaliação anfíbia global, em 2004 mais de 80% dos anfíbios estavam ameaçados na República Dominicana, Cuba e Jamaica, e 92 % no Haiti.
Contabilizam-se 90 espécies de mamíferos nas Caraíbas. Dentro dos mamíferos nativos marinhos encontram-se o golfinho, o peixe-boi e a baleia-jubarte como espécie migratória. Outras espécies, como a foca-monge-das-caraíbas extinguiram-se durante os últimos séculos devido à acção directa do homem.

### Recifes de coral

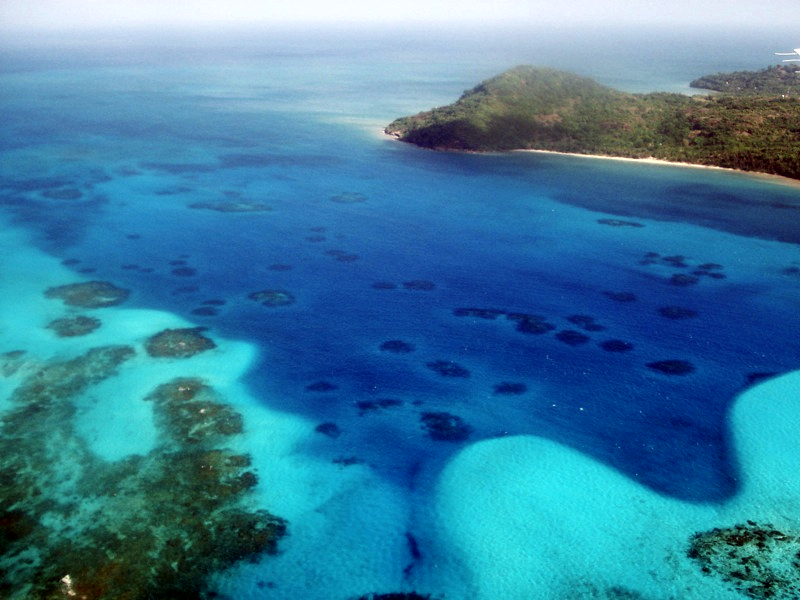
Recifes de coral na ilha de Providência.

Nas Caraíbas encontra-se cerca de 9% dos recifes de coral do planeta cobrindo cerca de 20 000 milhas quadradas, muitos deles localizados ao largo das ilhas das Caraíbas e da costa da América Central Entre eles destaca-se a Barreira de Coral do Belize, com uma superfície de 96 300 ha, que foi declarada património da humanidade em 1996, faz parte do Grande Recife Maia (também conhecido como Sistema Arrecifal Mesoamericano), que com mais de mil quilómetros de extensão é o segundo maior do mundo, cobrindo as costas caribenhas do México, Belize, Guatemala e Honduras. Actualmente as correntes de água quente colocam em perigo os recifes de coral das Caraíbas. Os recifes de coral contêm alguns dos mais diversos habitats do mundo, mas são ecossistemas muito frágeis. Quando as águas tropicais superam os 30 °C durante um período prolongado, as zooxantelas morrem. Estas plantas providenciam alimento aos corais e conferem-lhes a sua cor. O branqueamento resultante dos recifes de coral mata-os e danifica o ecossistema. Mais de 42 espécies de corais sofreram já branqueamento completo, e cerca de 95% dos corais está a sofrer algum tipo de branqueamento.
O habitat mantido pelos recifes é crítico para algumas actividades turísticas como a pesca e o mergulho e providencia rendas económicas para as nações das Caraíbas. A contínua destruição dos recifes pode deteriorar a economia da região.  Em 1986 entrou em vigor o protocolo da convenção para a protecção e desenvolvimento do ambiente marinho na região das Caraíbas, cujo propósito é proteger a vida marinha que se encontra em perigo através da proibição de actividades humanas que possam incrementar a sua destruição em diversas áreas. Até hoje, este protocolo foi ratificado por 12 nações.  Também se formaram algumas organizações para preservar a vida marinha das Caraíbas, como a Corporação para a conservação das Caraíbas que procura estudar e proteger as tartarugas marinhas, e educar a população a cuidar delas.